# Maxime Bossis
Maxime Bossis (ur. 26 czerwca 1955 w Saint-André-Treize-Voies) – francuski piłkarz występujący na pozycji obrońcy. Z reprezentacją Francji, w której barwach zagrał 76 razy, zdobył mistrzostwo Europy 1984 oraz wywalczył III miejsce na Mistrzostwach Świata 1986.

## Kariera piłkarska
Od początku piłkarskiej kariery związany był z FC Nantes. W połowie lat 80. przeniósł się do Racingu Paryż, gdzie w 1991 roku zakończył piłkarską karierę.
W reprezentacji Francji od 1976 do 1986 roku rozegrał 76 meczów. Brał udział w Mundialach 1978, 1982 i 1986 (III miejsce). W 1984 roku był środkowym obrońcą drużyny narodowej, która triumfowała w mistrzostwach Europy.

## Sukcesy piłkarskie
- mistrzostwo Francji 1977, 1980 i 1983 oraz Puchar Francji 1979 z FC Nantes
- mistrzostwo Europy 1984, III miejsce na mistrzostwach świata 1986, IV miejsce na mistrzostwach świata 1982 oraz start na Mundialu 1978 z reprezentacją Francji
- najlepszy piłkarz ligi francuskiej w sezonie 1977–1978 oraz 1982–1983
- piłkarz roku 1979 i 1981 we Francji